# Zeche Steinbank
Die Zeche Steinbank in Bochum-Höntrop ist ein ehemaliges Steinkohlenbergwerk. Das Bergwerk war auch unter den Namen Zeche Stentzbank und Zeche Steinbänkerbanck bekannt. Die Besitzer des Bergwerks waren die Gewerken Jürgen Vahrenholz und Köllermann.

## Bergwerksgeschichte
Am 21. Januar 1732 erfolgte die Belehnung von zwei Längenfeldern. Die Belehnung galt für alle durchstreichenden Flöze, die sich im Bereich zwischen Eppendorf und dem Hellweg befanden. Im Anschluss an die Belehnung erfolgte der Abbau. Der Abbaubereich befand sich im Bereich des heutigen Höntroper Südparks. 1737 waren die Baufelder Steinbanck ins West Nr. 1 und Steinbanck ins Ost Nr. 2 in Betrieb. 1739 konnte das Bergwerk die abgebauten Kohlen nur schlecht verkaufen (schlechter Debit). 1750 war das Bergwerk mit sechs Bergleuten in Betrieb. Der übertägige Transport der abgebauten Kohlen konnte jedoch nur im Sommer auf trockenen Wegen erfolgen. In den Jahren 1754 bis 1755 lag das Bergwerk in Fristen. Grund hierfür war eine Flözstörung. Ab 1756 war das Bergwerk wieder in Betrieb. In den Jahren 1758 bis 1763 waren die Baufelder Steinbanck ins Osten und Steinbanck ins Westen in Betrieb. Noch vor dem Jahr 1775 wurde das Bergwerk stillgelegt. 1788 wurde das Bergwerk wieder in Betrieb genommen. Mittlerweile hatte man einen neuen Stollen aufgefahren. 1796 wurde im Bereich von Schacht 8 abgebaut, es wurden 385 Tonnen Steinkohle gefördert. Es wurde ein Stollen in nördlicher Richtung aufgefahren. Da man bei der Auffahrung kein bauwürdiges Flöz angetroffen hatte, wurde die Zeche Steinbank im Oktober des Jahres 1806 endgültig stillgelegt. Im Jahr 1818 konsolidierte der westliche Feldesteil zur Zeche Eintracht. Im Jahr 1841 konsolidierte die Restberechtsame zur Zeche Vereinigte Maria & Steinbank.